# سوبر جونيور
سوبر جونيور (بالكورية : 슈퍼 주니어)، تعرف أيضا اختصاراً بـSJ: إس جاي أو سوجو، هي فرقة فتيان من سول، في كوريا الجنوبية، شكلتها شركة إس إم إنترتينمنت في عام 2005. بأعضائها البالغ خمسة عشر، في 2006 تم إضافة كيوهيون وفي 2007 تم إضافة هنري وفي 2008 جومي. ولكن العضوان جومي وهنري لم تتم إضافتهم للفرقة الأساسية بل الفرقة الفرعية سوبر جونيور إم. 
أما عن هانكيونغ فقد رفعَ قضية وغادر الفرقة في 2010، بينما بقي كيبوم عضو غير فعال لمدة ستة أعوام وإنتهى عقد العضو كيبوم في 2015، وغادر الفرقة ليتوجه للتمثيل فحسب، وشجعه أعضاء سوبر جونيور وأخبروه بأنهم سيدعمونه. وتضم عدة أعضاء هم :إي تك (قائد الفرقة)، كم هي تشول، هان غينغ (عضو سابق)، سونغ من، أون هيوك، دونغ هاي، يي سونغ، كانغ إن(عضو سابق) شن دونغ، شي وون، ريوك، كي بوم (عضو سابق)، كيو هيون، جومي (عضو الفرقة الفرعية سوبر جونيور إم) هنري (عضو سابق)
العضو الصيني هان غينغ تم اختياره من بين ثلاثة آلاف متقدم لعضوية الفرقة، وذلك في تجارب الأداء التي أقامتها شركة إس إم إنترتينمنت في الصين في عام 2001. سوبر جونيور أطلقوا وشاركوا في 19 نوعا مختلفا من التسجيلات وبدرجات متفاوتة من النجاح. خلال السنين، تم تقسيم الفرقة إلى فرق فرعية أصغر، في وقت واحد تستهدف أنواع مختلفة من الموسيقى والجماهير.وبسبب نجاح سوبر جونيور في مجال برامج الترفية، بدأت إدارات الترفية الكورية بتدريب الفرق الموسيقية الأخرى على أنواع مختلفة من المجالات كالتمثيل.
بالإضافة إلى نجاحها التجاري، سوبر جونيور حصلوا على أربع جوائز من جائزة إمنيت للموسيقى الآسيوية وأربعة أخرى من جوائز القرص الذهبي، وهو الفريق الثاني الذي يفوز بجائزة الفنان المفضل في كوريا في جوائز إم تي في الموسيقى الأوروبية بعد JTL في 2003. وفي 2014 سوبر جونيور حصلو على جائزة أفضل فنان في العالم، وايضا قد ربحت سوبر جونيور في جائزة أختيار المراهقين العالمية لأفضل فرقة وأفضل فاندوم في عام 2015.

## وصلات خارجية
- سوبر جونيور على موقع IMDb (الإنجليزية)
- سوبر جونيور على موقع ميوزك برينز (الإنجليزية)
- سوبر جونيور على موقع أول ميوزيك (الإنجليزية)
- سوبر جونيور على موقع ديسكوغز (الإنجليزية)
- الموقع الرسمي